# Opopaea hoplites
Opopaea hoplites là một loài nhện trong họ Oonopidae.
Loài này thuộc chi Opopaea. Opopaea hoplites được Lucien Berland miêu tả năm 1914.